# Hadi al-Mahdi
Hadi al-Mahdi (arabisch هادي المهدي, DMG Hādī al-Mahdī; * 1965 oder 1966 in Diwaniyya; † 8. September 2011 in Bagdad) war ein regierungskritischer irakischer Journalist, Schauspieler und Radiomoderator, der am 8. September 2011 erschossen in seiner Wohnung aufgefunden wurde. Nach Angaben der Washington Post war er der siebte Reporter, der 2011 im Irak gewaltsam zu Tode kam. Er war verheiratet und hinterließ drei Kinder.

## Leben
Hadi al-Mahdi besuchte die Akademie für bildende Künste in Bagdad. Da er während der Herrschaft der Baath-Partei sein Stück Farewell, Old Strange  World., eine Bearbeitung von Machiavellis „Der Fürst“, ohne Genehmigung aufgeführt und zusätzlich ein falsches Skript eingereicht hatte, kam er zusammen mit sieben anderen für sechs Monate ins Gefängnis.
Nach dem Abschluss seines Studiums 1989 lebte und arbeitete er zunächst in  Syrien und dann in Schweden, wo er bis zu seiner Rückkehr in den Irak im Jahr 2007 arabischsprachige Radio- und Fernsehsendungen produziert hat.

### Zurück im Irak
Ein Jahr nach seiner Rückkehr übernahm al-Mahdi die Moderation der Radiosendung  Für jeden, der zuhört für Radio Demozy FM, in der er die irakische Regierung und Politiker kritisierte. Anhänger von Ministerpräsident Nuri al-Maliki sollen sich laut der Washington Post des Öfteren über die Sendung beschwert haben.
2010 spielte er Ziyad in dem irakischen Drama Qarantina von Regisseur Oday Rasheed.
Al-Mahdi beteiligte sich aktiv an den irakischen Protesten im Rahmen des Arabischen Frühlings. Er gab an, einer von vier Journalisten gewesen zu sein, die am 26. Februar 2011, nach einer Demonstration, bei der 13 Menschen ums Leben gekommen sein sollen, aufgegriffen und gefoltert worden seien.

### Tod
Al-Mahdi wurde am 8. September 2011 tot in seiner Wohnung aufgefunden, zwei Kugeln hatten seinen Kopf getroffen. In den Tagen zuvor hatte er über anonyme Verfolger geklagt, die behauptet hätten, im Namen der Regierung zu sprechen.
Die irakische Regierung kommentierte den Tod von Al-Mahdi als einen „normalen Kriminalfall“, in dem die Polizei ermittle. Die Irakische Nationalbewegung forderte eine vollständige Untersuchung.